# Nasat (Puèi de Doma)
Nasat (en francès Ennezat) és un municipi francès situat al departament del Puèi Domat i a la regió d'Alvèrnia-Roine-Alps. L'any 2007 tenia 2.266 habitants.

## Demografia

### Població
El 2007 la població de fet d'Ennezat era de 2.266 persones. Hi havia 901 famílies de les quals 249 eren unipersonals (115 homes vivint sols i 134 dones vivint soles), 253 parelles sense fills, 324 parelles amb fills i 75 famílies monoparentals amb fills.
La població ha evolucionat segons el següent gràfic:
Habitants censats

### Habitatges
El 2007 hi havia 971 habitatges, 914 eren l'habitatge principal de la família, 11 eren segones residències i 46 estaven desocupats. 778 eren cases i 130 eren apartaments. Dels 914 habitatges principals, 624 estaven ocupats pels seus propietaris, 274 estaven llogats i ocupats pels llogaters i 17 estaven cedits a títol gratuït; 68 tenien una cambra, 29 en tenien dues, 76 en tenien tres, 265 en tenien quatre i 476 en tenien cinc o més. 638 habitatges disposaven pel capbaix d'una plaça de pàrquing. A 309 habitatges hi havia un automòbil i a 487 n'hi havia dos o més.

### Piràmide de població
La piràmide de població per edats i sexe el 2009 era:
| Homes | Edats   | Dones |
| ----- | ------- | ----- |
| 8     | 95 o +  | 8     |
| 4     | 90 a 94 | 8     |
| 12    | 85 a 89 | 64    |
| 8     | 80 a 84 | 24    |
| 16    | 75 a 79 | 28    |
| 28    | 70 a 74 | 36    |
| 40    | 65 a 69 | 40    |
| 24    | 60 a 64 | 28    |
| 40    | 55 a 59 | 36    |
| 108   | 50 a 54 | 64    |
| 100   | 45 a 49 | 112   |
| 84    | 40 a 44 | 88    |
| 72    | 35 a 39 | 88    |
| 68    | 30 a 34 | 76    |
| 44    | 25 a 29 | 36    |
| 92    | 20 a 24 | 24    |
| 96    | 15 a 19 | 88    |
| 52    | 10 a 14 | 52    |
| 56    | 5 a 9   | 52    |
| 44    | 0 a 4   | 60    |

## Economia
El 2007 la població en edat de treballar era de 1.469 persones, 1.097 eren actives i 372 eren inactives. De les 1.097 persones actives 1.020 estaven ocupades (544 homes i 476 dones) i 77 estaven aturades (27 homes i 50 dones). De les 372 persones inactives 127 estaven jubilades, 140 estaven estudiant i 105 estaven classificades com a «altres inactius».

### Ingressos
El 2009 a Ennezat hi havia 908 unitats fiscals que integraven 2.359,5 persones, la mediana anual d'ingressos fiscals per persona era de 19.977 €.

### Activitats econòmiques
Dels 99 establiments que hi havia el 2007, 3 eren d'empreses extractives, 4 d'empreses alimentàries, 1 d'una empresa de fabricació de material elèctric, 6 d'empreses de fabricació d'altres productes industrials, 17 d'empreses de construcció, 18 d'empreses de comerç i reparació d'automòbils, 7 d'empreses de transport, 4 d'empreses d'hostatgeria i restauració, 4 d'empreses financeres, 11 d'empreses de serveis, 16 d'entitats de l'administració pública i 8 d'empreses classificades com a «altres activitats de serveis».
Dels 31 establiments de servei als particulars que hi havia el 2009, 1 era una oficina d'administració d'Hisenda pública, 1 gendarmeria, 1 oficina de correu, 1 una oficina bancària, 1 funerària, 3 tallers de reparació d'automòbils i de material agrícola, 1 autoescola, 4 guixaires pintors, 4 fusteries, 3 lampisteries, 3 electricistes, 5 perruqueries, 2 restaurants i 1 saló de bellesa.
Dels 7 establiments comercials que hi havia el 2009, 1 era una botiga de menys de 120 m², 3 fleques, 1 una carnisseria, 1 una llibreria i 1 una floristeria.
L'any 2000 a Ennezat hi havia 35 explotacions agrícoles que ocupaven un total de 1.416 hectàrees.

## Equipaments sanitaris i escolars
L'únic equipament sanitari que hi havia el 2009 era una farmàcia.
El 2009 hi havia 1 escola maternal i 1 escola elemental.

## Poblacions més properes
El següent diagrama mostra les poblacions més properes.